# Dionýsos
Dionýsos (řecky Διόνυσος, latinsky Dionysus, Bacchus) je v řecké mytologii synem nejvyššího boha Dia a jeho milenky Semely. Je bohem vína a nespoutaného veselí. Původně byl i bohem úrody a plodnosti.

## Původ
Narodil se v Thébách, ale uvádí se také Naxos, Kréta, Élis a další místa. Když se žárlivá manželka Héra dozvěděla, že její manžel Zeus přivede na svět dítě se svou milenkou Semelé, dcerou Thébského krále Kadma, rozhodla se, že to tak nemůže nechat. Navštívila ve změněné podobě Semelu a přesvědčila ji, že se má ujistit o tom, že její milenec je skutečně bůh. Ať ho požádá, aby se před ní objevil v celé své božské nádheře. Protože jí Zeus předem slíbil splnit jakékoliv přání, objevil se před ní opravdu s celou parádou, se všemi svými blesky a hromy. Následky byly hrozné: Jeden blesk zapálil Kadmův palác, plameny zasáhly Semelu a ta předčasně porodila. Pomoci jí už nebylo, ale Zeus zachránil dítě, nechal kolem něj vyrůst šlahouny břečťanu, které ho uchránily. Potom si dítě nechal zašít do boku a sám ho donosil. V pravý čas se syn „podruhé“ narodil a dostal jméno Dionýsos.
Posel bohů Hermés předal chlapce do výchovy Semelině sestře Ínó, která byla manželkou orchomenského krále Athamanta. Netrvalo dlouho a dopátrala se toho Héra, seslala na Athamanta šílenství, ve kterém zabil své syny, ale Dionýsa Hermés zachránil. Pak ho vychovávaly nymfy v jeskyni porostlé vinnou révou. Odtud později přinesl lidem první sazenici révy vinné. Dal ji Íkariovi, athénskému pastýři, a naučil ho, jak z hroznů vyrábět víno.

## Povaha, působení

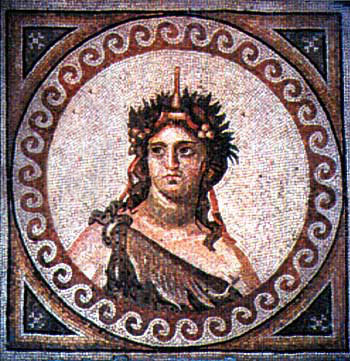
Dionýsos na mozaice z Antiochie

Dionýsos se se svou družinou, v níž byl Silénos - jeho učitel, Satyrové a Mainady (známější jako Bakchantky podle jeho řeckého jména Bakchus), vydal na tažení světem - přes Egypt, Indii, Frýgii, Thrákii, Boiótii - tam všude šířil bujné veselí a kult vinné révy, v případě nutnosti i násilím. Dionýsa a jeho opojný nápoj totiž lidé přijímali se smíšenými pocity, mnohdy s nedůvěrou, bázní nebo dokonce s odporem. Své odpůrce Dionýsos nešetřil a některé z nich potrestal velmi tvrdě. Například thrácký král Lykúrgos přikázal Dionýsa vyhnat ze země. Byl proto potrestán slepotou, v pomatení mysli ubil vlastního syna a nakonec sám zemřel, usmýkán divokými koňmi. Podobně krutě byl potrestán thébský král Pentheus, Dionýsův bratranec. Protože zakázal svým poddaným účast na oslavách Dionýsa, byl za trest rozsápán rozlícenými Bakchantkami, mezi nimiž byla i Pentheova vlastní matka. Dcery orchomenského krále Minya zase zešílely a nakonec byly proměněny v noční ptáky nebo podle jiné verze v netopýry. Špatně dopadli také tyrhénští piráti, kteří na své lodi Dionýsa a jeho družinu převáželi a chtěli ho prodat do otroctví. Bůh vína nechal loď zarůst révou, vesla proměnil v hady a loď zahnal na širé moře, kde z pirátů udělal delfíny.

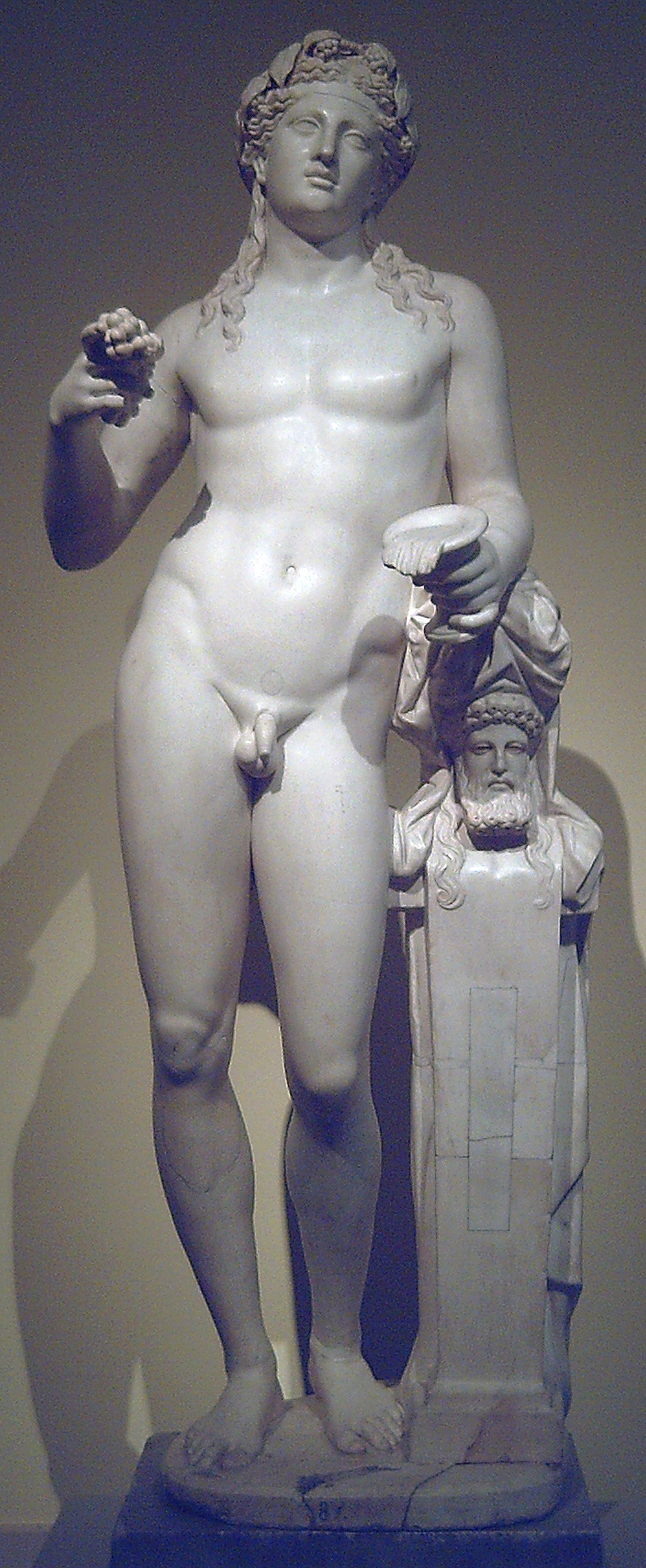
Římská kopie původní řecké sochy Dionýsa ze 2. století př. n. l.

## Mezi olympskými bohy
Po svém vítězném tažení světem se na ostrově Naxu Dionýsos oženil s Ariadnou, dcerou krétského krále Mínóa (když ji tam zanechal athénský princ Théseus, ač jí předtím sliboval manželství). Dionýsos poté usedl po pravici nejvyššího boha Dia na Olympu. Sestoupil do podsvětí, vyvedl svou matku Semelé na Olymp a dal jí nové jméno Thyóné.
Zeus daroval Dionýsovi palác a bohyně Héra se musela s novým stavem věcí smířit.

## Slavnosti a uctívání

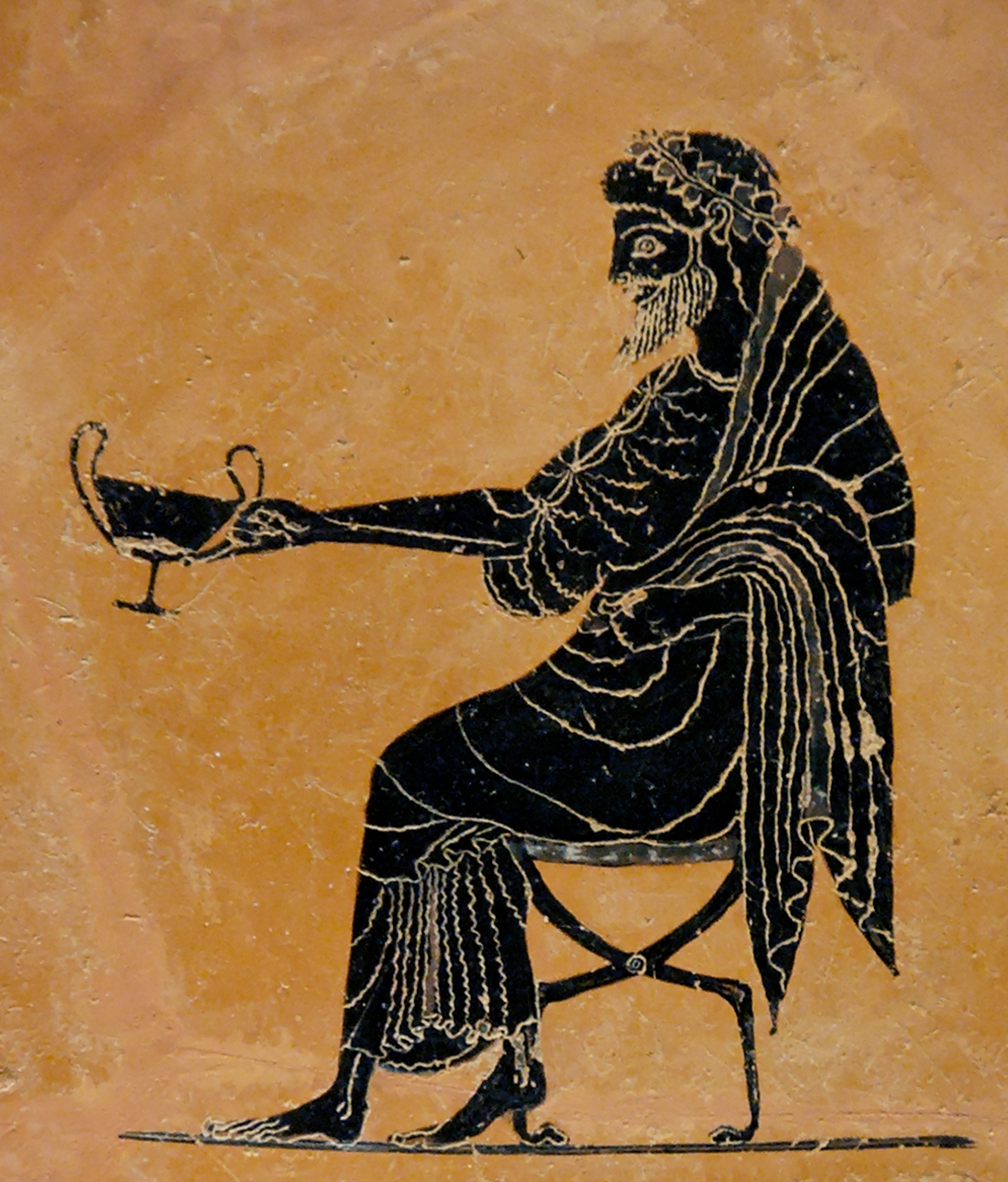
Vázová malba sedícího Dionýsa s kantharem

Dionýsova tažení světem byla provázena hlučným veselím, hrála bouřlivá divoká hudba. Provázeli ho nejen Siléni, Satyrové a Bakchantky, ale také Kentauři, nymfy i Múzy. Dionýsos dostával stále nová jména - Bakchos - třeštící, Bromios - bouřící, Lénios - ochránce lisu a mnohá další.
Dionýsos nebyl jenom bohem vína, ale také bohem veškerého růstu v přírodě, rozdával básnické a věštecké nadšení, přinášel i zdraví, nemocným zjevoval ve snu léčebné prostředky. K jeho poctě se konaly mnohé velkolepé bouřlivé slavnosti. Řekové ho ctili jako ochránce ovocných stromů a keřů, uctívali ho jako původce píle, dovedností a pracovitosti v pěstování plodin. Oceňovali i to, že přinášel radost ze života, osvěžoval ducha i tělo, podněcoval lásku, uvolňoval inspiraci a tvůrčí nadšení. To vše ale jenom tehdy, byla-li dodržena zásada „ničeho příliš“.
Postupem času však se slavnosti začaly měnit v bouřlivější, účastníci upadali mnohdy do extáze, tažení byla divoká a nespoutaná. Oficiální slavnosti se v Athénách konaly několikrát do roka, nejvýznamnější byly „velké dionýsie“ koncem března. Končily obvykle velkým závěrečným představením se sborem pěvců v kozlích kůžích a zpěvy s doprovodem tance.

## Ženy/Děti
1. Afrodíté

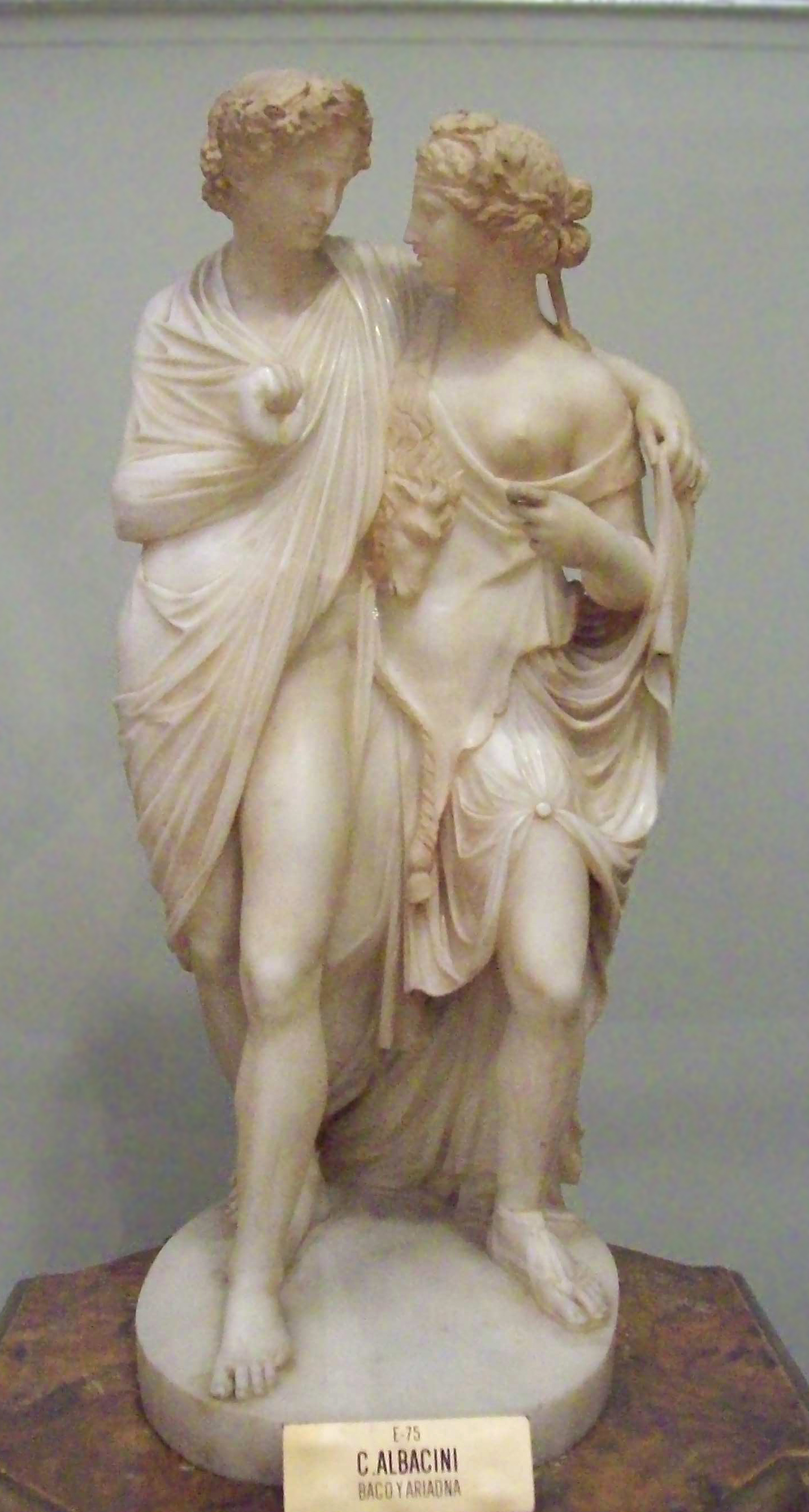
Bacchus a Ariadna (C. Albacini, 18. století).

  1. Charitky (možný otec spolu s Diem, Uránem a Héliem)[1]
    1. Aglaia
    2. Eufrosyné
    3. Thaleia

  2. Hymén
  3. Priápos
2. Ariadna
  1. Oinopión
  2. Thoás
  3. Stafylos
  4. Peparethus
3. Nyx
  1. Zélos (lat. Zelus)
4. Neznámá matka
  1. Ákis (Acis)
5. Althaia
  1. Déianeira (spekulativní otec namísto Oinea)[2]
6. Kirké
  1. Komos (Comus)

## Jména vycházející ze základuDionysus
- Denise (nebo její podoby: Denice, Daniesa, Denese, a Denisse)
- Denis nebo Dennis (obsahuje obměny příjmení Denison, Dennison a Tennyson)
- Denny
- Nis (norské příjmení Nissen, ale pozor, jméno Nils, Niels je z jiného základu - podoba Nicolase)
- Dion, Deon, Deion
- Dénes (maďarsky)
- Bacchus (rumunsky)
- Dionisio, Dyonisio, Dionigi (italsky)
- Dionyssios (Διονύσιος, Διονύσης řecky)
- Denis, Denisa, Deniska (česky, rusky, slovansky)
- Diviš, Diviška

## Odraz v umění
Antičtí umělci zobrazovali Dionýsa buď jako vážného muže s hustými vlasy a vousy nebo jako mladíka.
- jedna z nejlepších soch je Praxitelova socha Hermés s Dionýsem (z doby kolem r. 340 př. n. l., dnes v Olympijském muzeu), na ní je zobrazen jako dítě
- Vousatý Dionýsos je proslulá socha, pravděpodobná římská kopie je ve Vatikánském muzeu
- slavné jsou sochy Dionýsos Kapitolský, Dionýsos Vatikánský, Dionýsos zv. Richelieův (jsou v pařížském Louvru)
- z obrazů jsou slavné Dionýsova svatba s Ariadnou (vázová malba)
- Obraz Venuše, Kupido, Bacchus a Pomona, Godfried Schalcken, 1643, Haag (Národní Galerie v Praze)
- Michelangelův Bacchus (asi z roku 1497, dnes v Národním muzeu ve Florencii)
- Rubensův Bacchus (z roku 1635, dnes v petrohradské Ermitáži)
- Velasquezovi Pijáci (z let 1625 až 1629, dnes v madridském Pradu.